# McCleary
McCleary és una població dels Estats Units a l'estat de Washington. Segons el cens del 2000 tenia 1.454 habitants.

## Demografia
Segons el cens del 2000, McCleary tenia 1.454 habitants, 555 habitatges, i 376 famílies. La densitat de població era de 308,5 habitants per km².
Dels 555 habitatges en un 32,1% hi vivien nens de menys de 18 anys, en un 50,3% hi vivien parelles casades, en un 13,7% dones solteres, i en un 32,1% no eren unitats familiars. En el 27,2% dels habitatges hi vivien persones soles el 13,2% de les quals corresponia a persones de 65 anys o més que vivien soles. El nombre mitjà de persones vivint en cada habitatge era de 2,48 i el nombre mitjà de persones que vivien en cada família era de 3.
Per edats la població es repartia de la següent manera: un 25% tenia menys de 18 anys, un 7,7% entre 18 i 24, un 27% entre 25 i 44, un 21,5% de 45 a 60 i un 18,8% 65 anys o més.
L'edat mediana era de 38 anys. Per cada 100 dones de 18 o més anys hi havia 87 homes.
La renda mediana per habitatge era de 30.769 $ i la renda mediana per família de 36.534 $. Els homes tenien una renda mediana de 33.421 $ mentre que les dones 25.417 $. La renda per capita de la població era de 14.249 $. Aproximadament el 12,2% de les famílies i el 17,8% de la població estaven per davall del llindar de pobresa.

## Poblacions més properes
El següent diagrama mostra les poblacions més properes.